# Selección de fútbol sub-18 de Irlanda del Norte
La selección de fútbol sub-18 de Irlanda del Norte representa a Irlanda del Norte en la Centenary Shield y torneos menores. Y es controlado por la Asociación de Fútbol Escolar de Irlanda del Norte, que está afiliada a la Asociación Irlandesa de Fútbol.

## Participaciones

### Centenary Shield
| Año  | Pos.              |
| ---- | ----------------- |
| 1973 | 4°                |
| 1974 | 4°                |
| 1975 | 4°                |
| 1976 | 4°                |
| 1977 | 4°                |
| 1978 | 4°                |
| 1979 | 4°                |
| 1980 | 4°                |
| 1981 | 4°                |
| 1982 | 4°                |
| 1983 | 4°                |
| 1984 | 4°                |
| 1985 | 4°                |
| 1986 | 4°                |
| 1987 | 4°                |
| 1988 | 4°                |
| 1989 | 4°                |
| 1990 | 4°                |
| 1991 | 4°                |
| 1992 | 4°                |
| 1993 | 4°                |
| 1994 | 4°                |
| 1995 | 4°                |
| 1996 | Medalla de oro    |
| 1997 | 4°                |
| 1998 | Medalla de oro    |
| 1999 | Medalla de oro    |
| 2000 | 4°                |
| 2001 | 4°                |
| 2002 | 4°                |
| 2003 | 4°                |
| 2004 | 4°                |
| 2005 | (compartido)      |
| 2006 | 4°                |
| 2007 | 4°                |
| 2008 | 4°                |
| 2009 | (compartido)      |
| 2010 | 4°                |
| 2011 | Medalla de oro    |
| 2012 | 4°                |
| 2013 | Medalla de oro    |
| 2014 | Medalla de plata  |
| 2015 | Medalla de bronce |
| 2016 | Medalla de bronce |
| 2017 | Medalla de oro    |
| 2018 | Medalla de bronce |
| 2019 | Medalla de oro    |
| 2020 | Por determinar    |

## Equipo

### Equipo actual
Convocados para los partidos contra  Escocia,  Inglaterra,  Gales e  Irlanda en la Centenary Shield.
| N.º | Pos.           | Jugador         | Club                  |
| --- | -------------- | --------------- | --------------------- |
|     | Portero        | David Walsh     | Linfield              |
|     | Portero        | Oisin Gibson    | Foyle Harps           |
|     | Defensa        | Corai Quinn     | Glentoran             |
|     | Defensa        | Shea Conway     | Dungannon Swifts      |
|     | Defensa        | Dylan Snoddon   | Cliftonville          |
|     | Defensa        | John McGivern   | Linfield              |
|     | Defensa        | Peter Bell      | Linfield              |
|     | Centrocampista | Callum McVeigh  | Portadown             |
|     | Centrocampista | James Clarke    | Glentoran             |
|     | Centrocampista | Jamal Tavares   | Ballinamallard United |
|     | Centrocampista | Trai Hume       | Linfield              |
|     | Centrocampista | Odhran Casey    | Cliftonville          |
|     | Centrocampista | Terry Devlin    | Dungannon Swifts      |
|     | Centrocampista | Jack Devenny    | Limavady United       |
|     | Delantero      | Peter McKiernan | Cliftonville          |
|     | Delantero      | James Teelan    | Portadown             |
|     | Delantero      | John McGovern   | Newry City            |

## Partidos

### Últimos partidos
| Centenary Shield 2019; 7 de marzo de 2019 | Irlanda del Norte | 1-0     | Escocia | Seaview, Belfast |  |
| 10:00                                     |                   | Reporte |         |                  |  |

| Centenary Shield 2019; 14 de marzo de 2019 | Gales | 0-1     | Irlanda del Norte | Park Avenue, Aberystwyth, Gales |  |
| 14:00                                      |       | Reporte |                   |                                 |  |

| Centenary Shield 2019; 5 de abril de 2019 | Inglaterra | 0-0     | Irlanda del Norte | The Valley, Redditch, Inglaterra |  |
| 13:00                                     |            | Reporte |                   |                                  |  |

| Centenary Shield 2019; 18 de abril de 2019 | Irlanda del Norte | 3-1     | Irlanda | Upper Malone, Belfast |  |
| 13:00                                      |                   | Reporte |         |                       |  |

| Centenary Shield 2020; 6 de marzo de 2020 | Escocia | 1-1     | Irlanda del Norte | Bellsdale Park, Beith, Gales |  |
| 08:00                                     |         | Reporte |                   |                              |  |

| Centenary Shield 2020; 11 de marzo de 2020 | Irlanda del Norte | 1-0     | Gales | Upper Malone, Belfast |  |
| 09:00                                      |                   | Reporte |       |                       |  |

| Centenary Shield 2020; 27 de marzo de 2020 | Irlanda del Norte | Cancelado | Inglaterra | Shamrock Park, Portadown |  |
| 14:00                                      |                   | Reporte   |            |                          |  |